# Luca Giordano

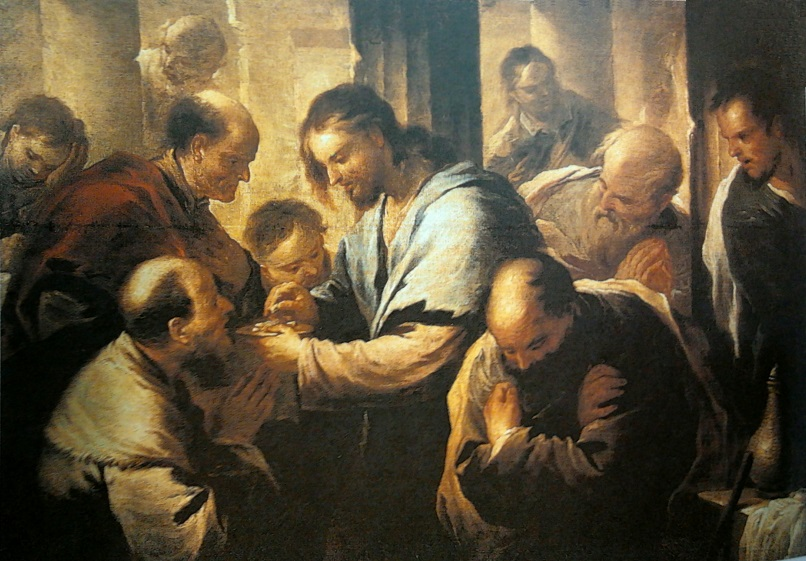
Komunia Apostołów (ok. 1659), Muzeum Narodowe w Warszawie

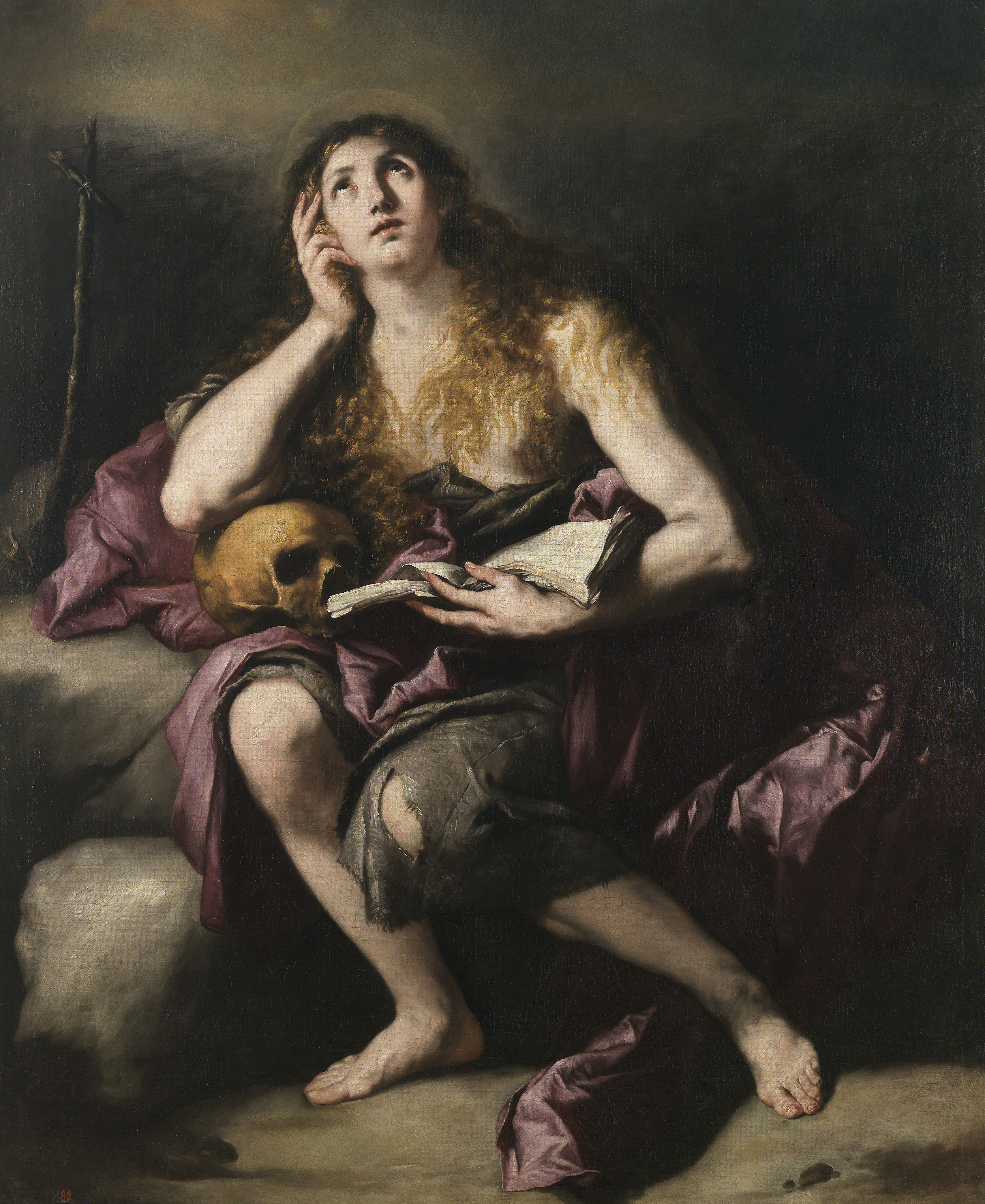
Św. Magdalena pokutująca, (1660-65), Prado Madryt

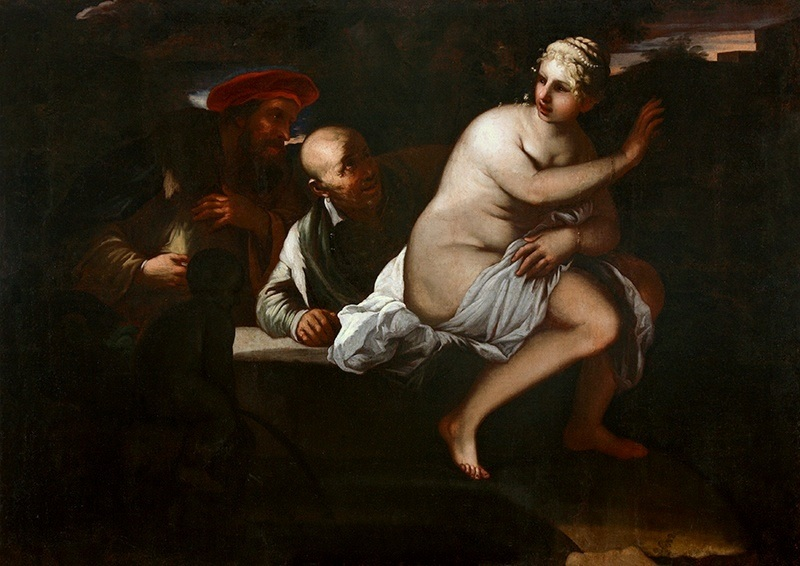
Zuzanna i starcy (2 poł. XVII wieku), Muzeum Narodowe w Kielcach

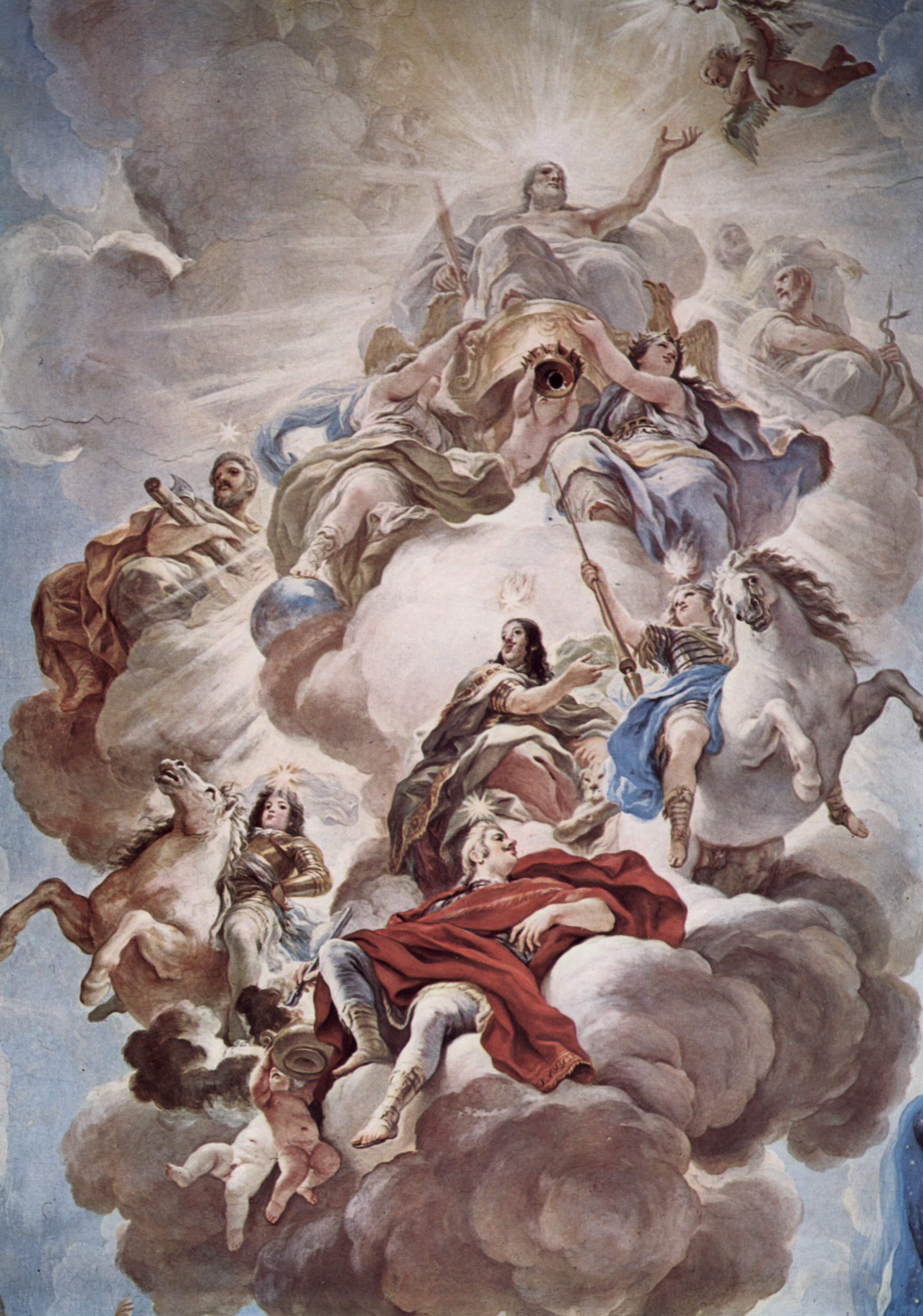
Triumf Medyceuszy w chmurach Olimpu (1684-86), fresk Palazzo Medici Riccardi Florencja

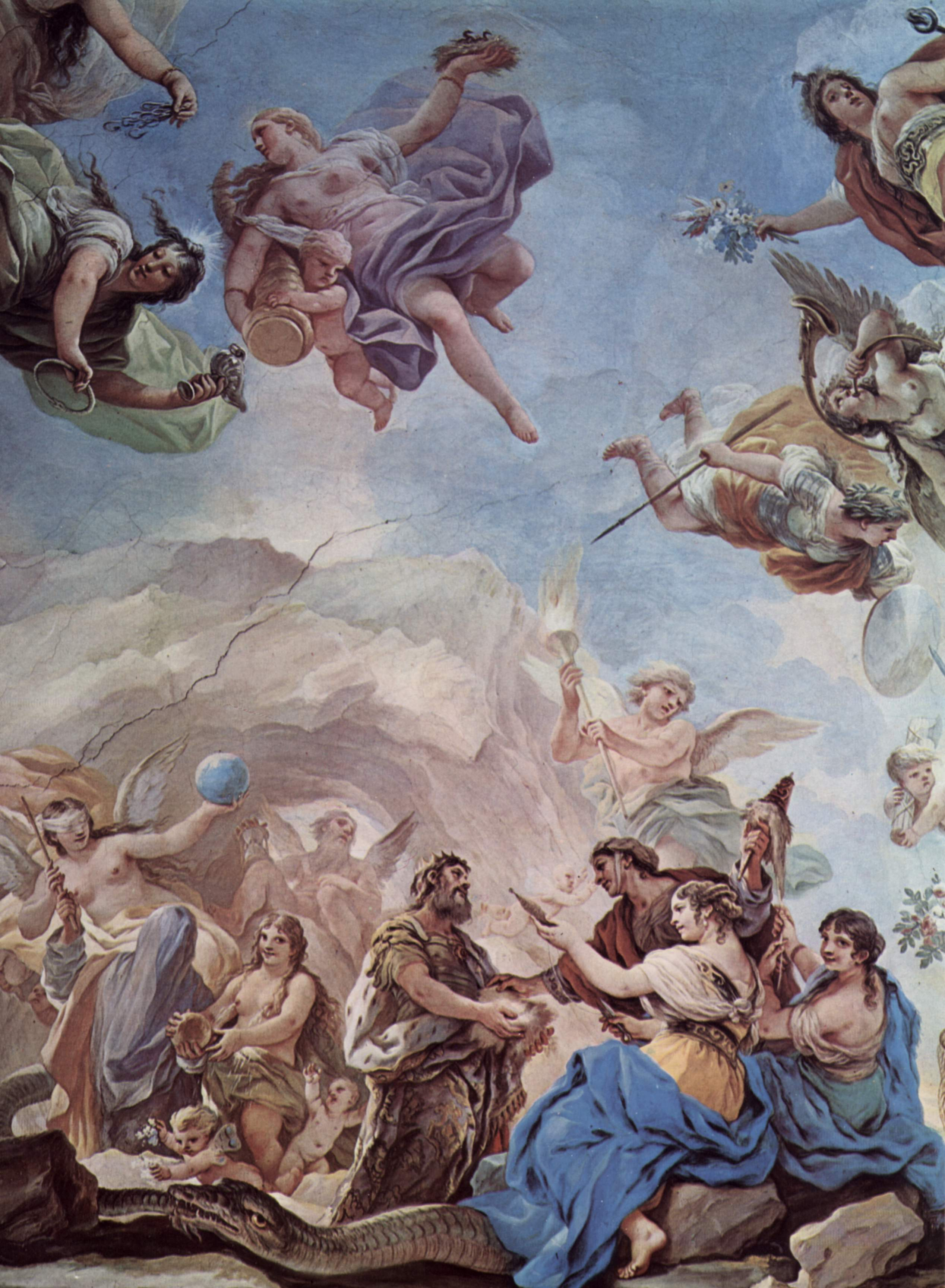
Stworzenie człowieka (1684-86), fresk Palazzo Medici Riccardi Florencja

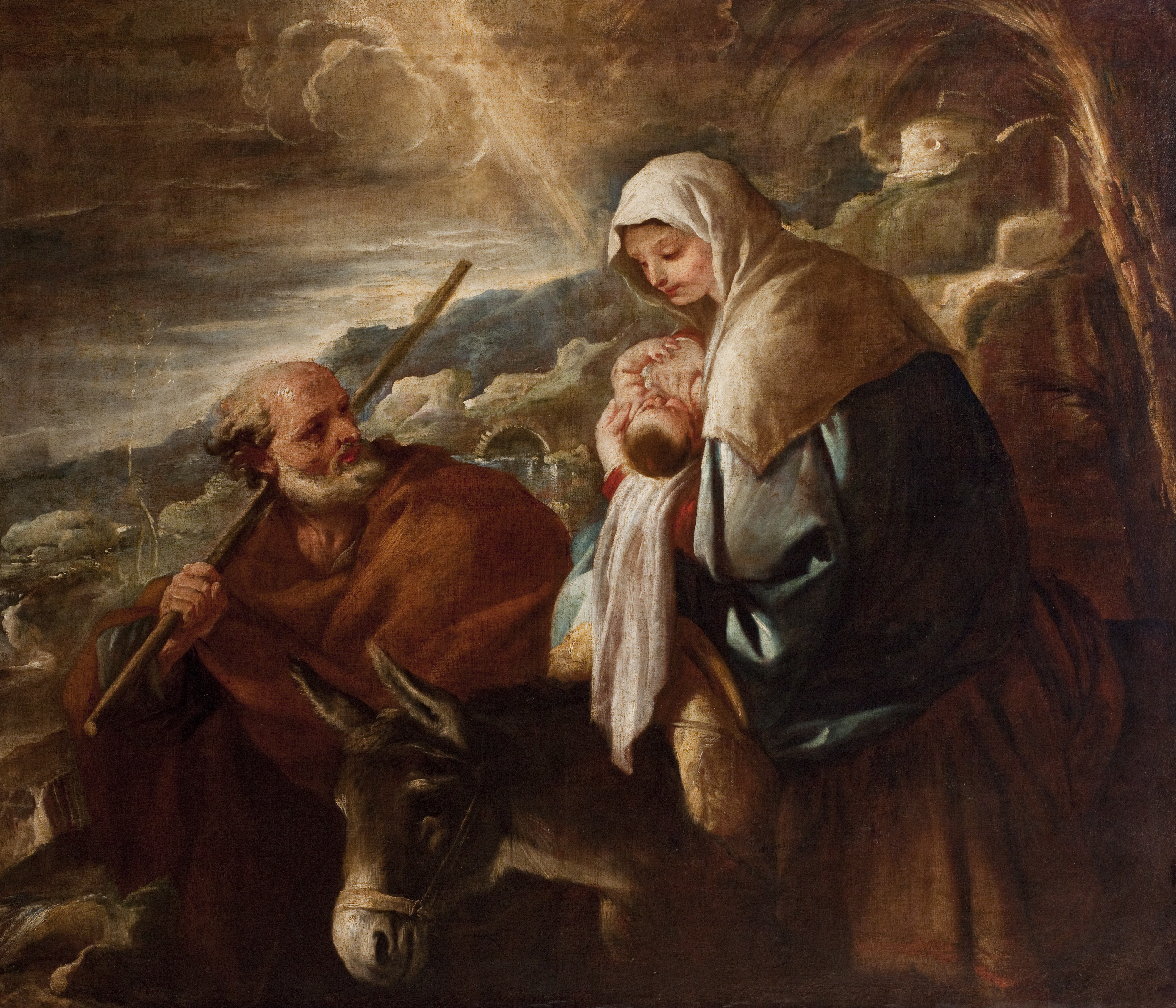
Ucieczka z Egiptu (1690-1705), Zamek Królewski w Niepołomicach, Muzeum Narodowe w Krakowie

Luca Giordano, hiszp. Lucas Jordán (ur. 18 października 1634 w Neapolu, zm. 12 stycznia 1705 tamże) – eklektyczny włoski malarz i rysownik epoki baroku. Działał w wielu miejscach, był m.in. malarzem nadwornym króla Hiszpanii Karola II.

## Życie
Początkowo terminował u Jusepe de Ribery, a potem kształcił się pod kierunkiem Pietra da Cortony. Znany był z bardzo szybkiego tworzenia swoich prac, umiejętności naśladowania stylu innych malarzy i łączenia stylu rzymskiego i weneckiego w malarstwie.
W 1692 został wezwany na dwór Carlosa Nawiedzonego do Madrytu. Przydzielono mu pracę nad dekoracją sklepień głównej klatki schodowej oraz bazyliki w pałacu w Eskurialu (1692-1694), następnie malował gabinet i sypialnię królewską w pałacu w Aranjuez. Później, około 1697, rozpoczął prace nad sklepieniem sali balowej pałacu Buen Retiro w Madrycie. W roku następnym dekorował sklepienie zakrystii katedry w Toledo (1698), by w 1699 ponownie dostać zatrudnienie od króla, tym razem przy dekoracji kaplicy królewskiej Alkazaru w Madrycie i kaplicy Portugalczyków św. Antoniego (San Antonio de los Portugueses), również w Madrycie.
Wybuch wojny sukcesyjnej po śmierci Carlosa Nawiedzonego, zmusił artystę do powrotu do rodzinnego Neapolu w 1702. Zmarł tam w 1705.

## Twórczość
Był malarzem bardzo płodnym. Pozostawił ok. 5000 obrazów, przeważnie dużych rozmiarów. Zyskał przydomek Luca fa presto (Luca szybko pracujący). Wykonanie fresków w kopule skarbca San Martino w Neapolu zajęło mu łącznie zaledwie 48 godz. Łatwo ulegał wpływom i przejawiał ogromną zręczność w naśladowaniu innych. Studiował i kopiował m.in. takich mistrzów jak: Pietro da Cortona, Jusepe de Ribera, Paolo Veronese, Tycjan, Rafael Santi, Guido Reni, a także Albrecht Dürer, Rembrandt, i Peter Paul Rubens
Koncentrował się głównie na tematyce religijnej, choć malował również obrazy mitologiczne, historyczne i portrety. Jego pierwsze dzieła (1650-54) utrzymane są w duchu caravaggionizmu, ale są bardziej nasycone migotliwym światłem. Dzieła powstałe po 1677 r. odznaczają się wirtuozerią kompozycyjną, rozległą przestrzenią oraz dużą liczbą postaci w gwałtownych niespokojnych ruchach.
Odegrał wielką rolę w rozwoju monumentalnego malarstwa barokowego. Wykonał wiele fresków, m.in.: w kopule S. Brigida w Neapolu (1682), w Palazzo Medici-Riccardi we Florencji (1682-83), w kościele w Escorialu (1692-4), na sklepieniu zakrystii katedry w Toledo (1697-1700) oraz w kopule skarbca w Certosa di San Martino w Neapolu (1704).
W Muzeum Narodowym w Warszawie znajdują się przypisywana mu lub jego szkole Prometeusz i Komunia Apostołów.

## Dzieła

### Obrazy religijne
- Abraham wypędzający Hagar – ok. 1660, 150 × 203 cm, Galeria Drezdeńska
- Dawid z głową Goliata – 1702-1704, 102 × 128 cm, Galeria Drezdeńska
- Dobry Samarytanin – ok. 1650, 136 × 166 cm, Musée des Beaux-Arts, Rouen
- Ecce Homo – 1659-60, 158 × 155 cm, Pinakoteka Brera, Mediolan
- Komunia Apostołów ok. 1659, olej na płótnie, 128 × 180,5 cm, Muzeum Narodowe w Warszawie
- Lot z córkami – 1660-65, 152 × 204 cm, Galeria Drezdeńska
- Madonna z Dzieciątkiem – 1661, 76 × 65,5 cm, Museum der Bildenden Künste, Lipsk
- Madonna z Dzieciątkiem – ok. 1665, 207 × 155 cm, Gemäldegalerie, Berlin
- Matka Boża Różańcowa – 1657, Museo di Capodimonte, Neapol
- Michał Archanioł – ok. 1663, 198 × 147 cm, Gemäldegalerie, Berlin
- Oślica Balaama – 1666-67, 207 × 294 cm, Gemäldegalerie, Berlin
- Pokłon pasterzy – ok. 1688, 115 × 136 cm, Luwr, Paryż
- Sen Salomona – ok. 1693, 245 × 361 cm, Prado, Madryt
- Św. Hieronim – 1650-54, 77 × 63 cm, Galeria Drezdeńska
- Św. Magdalena pokutująca - 1660-65, 153 × 124 cm, Prado, Madryt
- Św Sebastian opatrywany przez Irenę – 1650-55, 152 × 127 cm, Narodowa Galeria Irlandii, Dublin
- Ucieczka z Egiptu – 1690-1705, Kolekcja „Europeum” Muzeum Narodowego w Krakowie
- Ukrzyżowanie św. Piotra – ok. 1660, 196 × 258 cm, Gallerie dell’Accademia, Wenecja
- Ukrzyżowanie św. Piotra – 1692, 196 × 258 cm, Museo di Capodimonte, Neapol
- Upadek zbuntowanych aniołów – 1666, 419 × 283 cm, Muzeum Historii Sztuki w Wiedniu
- Wesele w Kanie ok. 1663, 80,5 × 100 cm, Museo di Capodimonte, Neapol
- Wypędzenie przekupniów ze świątyni – ok. 1675, 198 × 261 cm, Ermitaż, Sankt Petersburg
- Zdjęcie z krzyża 1690, 100 × 77 cm, Museum der Bildenden Künste, Lipsk
- Zmartwychwstanie – po 1665, 114 × 116 cm, Rezidenzgalerie, Salzburg
- Zwiastowanie – 1672, 236 × 170 cm, Metropolitan Museum of Art, Nowy Jork

### Obrazy mitologiczne
- Apollo i Marsjasz – ok. 1660, 205 × 259 cm, Museo di Capodimonte, Neapol
- Bachus a Ariadna – 1680-1685, 263 × 180 cm, Galeria Drezdeńska
- Diana i Endymion – 1675-1680, 149 × 164 cm, National Gallery of Art, Waszyngton
- Kuźnia Wulkana – ok. 1660, 193 × 152 cm, Ermitaż, Sankt Petersburg
- Mars i Wenus przyłapani przez Wulkana – 232 × 182 cm, Akademie der Bildenden Künste, Wiedeń
- Młody śpiący Bachus – 1681-1683, 247 × 329 cm, Ermitaż, Sankt Petersburg
- Perseusz zamienia Fineusa i jego zwolenników w kamienie – 285 × 366 cm, National Gallery w Londynie
- Porwanie Europy – 1675-1677, 205 × 304 cm, Ermitaż, Sankt Petersburg
- Porwanie Sabinek – ok. 1680, 257 × 315 cm, National Gallery Of Australia, Canberra
- Prometeusz - druga poł. XVII w., olej na płótnie, 186,7 × 160 cm, Muzeum Narodowe w Warszawie
- Sąd Parysa – 1681-83, 247 × 326 cm, Ermitaż, Sankt Petersburg
- Sąd Parysa – 232 × 182 cm, Akademie der Bildenden Künste, Wiedeń
- Tarkwiniusz i Lukrecja – 135 × 185 cm, Galeria Drezdeńska
- Triumf Galatei – 1675-1677, 207 × 310 cm, Ermitaż, Sankt Petersburg

### Inne
- Alegoria Wielkoduszności – ok. 1670, 180.3 × 180.3 cm, J. Paul Getty Museum, Malibu
- Archimedes – 1650-53, 123 × 99 cm, Gemäldegalerie, Berlin
- Autoportret – 72,5 × 57,5, Galeria Uffizi, Florencja
- Euklides – 1650-53, 115 × 99 cm, Gemäldegalerie, Berlin
- Jaskinia Wieczności – ok. 1685, 73,1 × 87,5 cm, National Gallery w Londynie
- Śmierć Seneki – 1684-85, 155 × 188 cm, Luwr, Paryż
- Śmierć Seneki – 1698-1700, 150 × 227 cm, Galeria Drezdeńska
- Zuzanna i starcy – 141 × 193 cm, Muzeum Narodowe w Kielcach